# 桂月香
桂 月香（けい げっこう、ケ・ウォリャン、? - 1592年?）は、李氏朝鮮時代の平壌にいたとされる、朝鮮で語られる伝説上の女スパイ。韓国では美貌の義妓（愛国的な娼婦の意味）とされる。伝説とは言うものの、ストーリーは無数にバリエーションがあり、実在は極めて疑わしい。

## 概要
桂月香は平壌府の府妓で、平安道兵馬節度使金景瑞（김경서、別名金應瑞、김응서）の愛妾となっていて、1592年の文禄の役で6月11日に平壌が陥落すると、日本側の動向を偵察する目的で、小西行長の家臣内藤如安の愛妾となり、情報を金景瑞に流していたとされる。数ヶ月内藤と閨を供にし、12月のある晩、泥酔して寝ている内藤の寝首を掻いて暗殺し、その首を刎ねてを金景瑞に送ったとされる。
内藤如安暗殺の後、平壌を脱出してきた桂月香が内藤の子を妊娠していた為、怒った金景瑞は桂月香を殺し、腹を裂いて胎中の子も八つ裂きにして殺した。
ただし内藤如安は文禄の役で死んではおらず、その後関ヶ原の戦いでも生き延び、キリシタン禁令のあとフィリピンに追放され、1626年マニラで逝去しているなど、史実とは著しく齟齬があるほか、そもそも、暗殺したとする人物すらも資料によってバラバラで一定しておらず、寝首をかいた相手を単に「倭将」とし、個人名が一切登場しないものもある。よって史実である根拠は皆無と言ってよく、全ては寓話で、桂月香も実在しない、フィクションの人物と判断されている。しかし朝鮮では伝説は変遷があって歴史の中にもぐりこみ、特に北朝鮮では現在も歴史上の人物と見なされている。

## 桂月香を題材とした小説
- 『金将軍』（所収「芥川龍之介全集5」）、芥川龍之介著、1924年（大正13年）1月
芥川の作品では、ソソビは内藤如安ではなく小西行長に比定されている点や、役の30年前に加藤清正と小西行長が僧に変装して朝鮮の各地を行脚し国情を探る様が描かれていて、全く荒唐無稽な内容になっている。
ただし、当該作は、この伝説について、「歴史を粉飾するのは必ずしも朝鮮ばかりではない。」とあくまで事実ではない事を前提に書いており、その内容についても、どこまで芥川が脚色したのか不明であることに留意しておく必要がある。

## 参考情報
- 『桂月香肖像画 併賛』（横70cm×縦105cm）1815年朝鮮で描かれ、藏香閣に架像されていたが紛失していたものを、近年古美術蒐集家アン・ビョンリェが、日本の京都で発見し朝鮮日報で画像が公開された。
- 『桂月香碑（계월향 비）』1835年建立、 北朝鮮平壌市（所在地経緯度: 39°1'23"N 125°45'26"E.）
- 『金将軍』芥川龍之介
- 『桂月香物語の死の変遷（"계월향 이야기"와 "죽음"의 변주）』、이동월著、한국고전여성문학회
- 北朝鮮の高等中学校2年生の歴史教科書、第17章に『桂月香（ギェ・ウォルヒャン）』の物語を載せている。